# Ducado de Monteleón de Castilblanco
El ducado de Monteleón de Castilblanco con grandeza de España es un título nobiliario español creado en fecha desconocida de 1928 por el rey Alfonso XIII de España, con carácter vitalicio y no hereditario, a favor de María del Rosario Pérez de Barradas y Fernández de Córdoba, quien ya era I duquesa de Monteleón (desde 1855), XIII marquesa de Peñaflor, III marquesa de Bay y condesa viuda de San Bernardo.
María del Rosario Pérez de Barradas y Fernández de Córdoba era hija de Juan Bautista Pérez de Barradas y Bernuy, X marqués de Peñaflor, VIII marqués de Cortes de Graena, marqués de Quintana de las Torres, marqués de Bay, y de María Teresa Fernández de Córdoba y González de Aguilar.

## Duques de Monteleón de Castilblanco
|                           | Titular                                                    | Periodo                   |
| Creación por Alfonso XIII | Creación por Alfonso XIII                                  | Creación por Alfonso XIII |
| ------------------------- | ---------------------------------------------------------- | ------------------------- |
| I                         | María del Rosario Pérez de Barradas y Fernández de Córdoba | 1928-1943                 |
| ÚNICO TITULAR             |                                                            |                           |

## Historia de los duques de Monteleón de Castilblanco
- María del Rosario Pérez de Barradas y Fernández de Córdoba (nacida en Almillo (Sevilla), en 1855-1943),  I y única duquesa de Monteleón de Castilblanco grande de España (título vitalicio), era también, I duquesa de Monteleón (desde 1893), XIII marquesa de Peñaflor, III marquesa de Bay y condesa viuda de San Bernardo.